# Skibsbrand - Refshaleøen
Skibsbrand - Refshaleøen er en dokumentarisk optagelse fra 1910 produceret af Nordisk Films Kompagni.